# Даніло Маріотто
Даніло Маріотто дос Сантос (порт. Danilo Mariotto dos Santos, нар. 15 січня 1996, Ріо-де-Жанейро) — бразильський футболіст, нападник луцької «Волині».

## Біографія
Вихованець «Флуміненсе», з якого у серпні 2014 року, не зігравши жодного матчу за основну команду, перейшов на правах оренди в луцьку «Волинь». За нову команду дебютував 11 серпня в матчі проти «Чорноморця», відігравши увесь матч і заробивши пенальті, яке не забив Ерік